# Рас Мухамед
Рас Мухамед национални парк се налази у Египту, на југу Синајског полуострва, 12км западно од Шарм ел шеика. Парк је основан с циљем очувања екосистема Црвеног мора и подржавања заштите морског и копненог живота. Рас Мухамед је дом бројним врстама риба, коралима и морским организмима. Представља један од најлепших природних акваријума на свету. Такође привлачи заљубљенике у птице, јер је важно станиште за птице селице. Постао популарна дестинација за екотуризам и роњење, пружајући посетиоцима прилику да истраже фасцинантни свет подводног живота Црвеног мора.

## Историја
Национални парк Рас Мухаммед званично је основан 1983. године. Први је основан национални парк у Египту. Основни циљ стварања Националног парка био је очување богатства морског живота, коралних гребена и природних станишта дуж обале Црвеног мора. С обзиром на растуће претње по морски екосистем, укључујући прекомерни риболов и деградацију коралних гребена, одлучено је да се ово подручје стави под заштиту како би се очувала природа и спречило даље нарушавање екосистема.1989. године, Национални парк Рас Мухаммед добио је статус Светске биосферне резервације од стране УНЕСЦО-а, што је признање за његов значај у очувању биолошке разноликости.
Име Рас Мухамед потиче од географске локације на којој се парк налази. "Ras Muhammed" је арапски израз који значи "Мухамедова глава" и односи се на обалу полуострва где је парк смештено.

## Географија
Парк се налази на месту где се спајају два залива Суецки и Акабски, 70 км од Тор Синаја, 12 км од Шарм Ел Шеика и 446 км од Каира. Његова величина износи 480 km², и  подељен је на два дела. 135 km² је копнени део парка док је осталих 345 km² под водом.
Састоји се од разноврсности пустињских станишта као што су планине и вади, пешчане дине, шљунак и обалне блатне равнице. Планински део парка укључује планину Гебел Ел Зеит, која пружа изванредне видике на околну обалу и море. Унутар парка постоје слатководна језера која су важна за птице селице и доприносе биолошкој разноликости. 
Парк се налази на споју 3 плоче: арапске, афричке и синајске подплоче. Кретање ових плоча уме да изазове мале подводне земљотресе који су створили подводне пећине. Такође земљотреси су узроковали да на копну настану отворене пукотине које су испуњене водом. Дубина неких пукотина достиже до 14м.

## Клима
Клима у овом делу Синајског полуострва је класична пустињска. Лети су врло високе температуре, често прелазе 40 °C. Влажност ваздуха је ниска, што доприноси сувом и топлом времену. Море има пријатну температуру, чинећи ово доба године идеалним за роњење и друге водене активности.
Јесен (септембар-новембар)доноси постепено смањење температура, али и даље може бити топло. Ово је период када се туристичка сезона почиње поново активирати након најтоплијег дела лета.
Зиму (децембар-фебруар) карактерише благи пад температура, али дани су и даље пријатни, са просечним температурама изнад 20 °C. Ноћи могу бити хладније, али зима у овом подручју није екстремно хладна.
Пролеће (март-мај): доноси постепени пораст температура, а природа почиње оживљавати новим вегетативним растом. Море се поново загрева, што доприноси повратку посетилаца који уживају у роњењу и туристичким активностима.
Вода у Црвеном мору обично остаје релативно топла током целе године, што чини ово подручје популарним дестинацијом за роњење током целе године.

## Флора и фауна
За сам парк је карактеристично богатство биљног и животињског света, како на копну, тако и у подводним екосистемима Црвеног мора.
Типичан пример бегетације који може да се види у парку су сукулентне биљке, попут агава и кактус. Такође су присутне и пустињске макије. Овај тип вегетације прилагођен је сувом и врелом пустињском окружењу. Пустињски макији укључују ниске, прилагођене грмље и биљке које могу опстати у условима ниских падавина. Дрвеће багрема и дум палме, као и ефемерно биље и траве су присутне око слатководних језера.
Када причамо о фауни парка треба да кажемо да се то кључно станиште за птице селице током њихових миграција. Фламингоси, пеликани и многе друге врсте птица могу се видети у различитим периодима године. Поред птица селица, можете приметити и друге врсте водених птица, попут чапљи и галебова, како лове рибу у морским водама или око слатководних језера.
Ово подручје је дом за више од 1.000 врста риба, 40 врста риба звезда, 25 врста морских јежева, више од 100 врста мекушаца и 150 врста ракова. Између осталих, морске корњаче, као што су зелена корњача и корњача кљуна се редовно, као и делфини и дугопрсни китови.
Корални гребен, рубног и херматипског типа, постоји дуж обале. Више од 220 врста корала налази се у области Рас Мухамеда, од којих 125 меких корала. Корални гребени се налазе 50 до 100 м испод површине мора, а на већини места имају ширину од 30 до 50м. На неким местима на западној обали, корални гребен је широк 8 до 9 км.
Врсте корала које могу да се виде у парку су:
Тврди корал (Scleractinia): Ови корали граде тврде скелет који често формирају масивне структуре. Различите врсте тврдих корала могу се срести у парку, укључујући различите облике попут табли, рога и каменчића.
Меки корал (Alcyonacea): Меки корали познати су по својој мекој, флексибилној текстури. Они долазе у облицима и бојама и често пружају склониште за разне врсте риба.
Корални гребени (Cnidaria): Осим тврдих и меких корала, корални гребени Националног парка Рас Мухамед дом су различитим врстама кораља, укључујући шипке и гранчасте кораље. Ови гребени често стварају комплексне подводне пејзаже.
Анемоне (Actiniaria): Иако нису технички корали, анемоне су често повезане са коралним гребенима и пружају склониште за рибе, укључујући популарне рибе-кљуне.
Мехурасти корали (Euphylliidae porodica): Ова породица корала укључује врсте попут Еупхиллиа дивиса, познате као "Торцх цорал", која је позната по својим карактеристичним избочинама.
Камени корали (Porites porodica): Ова врста тврдог корала има густе скелете и често формирају масивне структуре које чине део коралних гребена.
Очување коралних гребена у Националном парку Рас Мухаммед од суштинског је значаја, јер они не само што пружају предивне подводне пејзаже и привлаче рониоце из целог света, већ представљају и кључно станиште за многе морске организме. Како би се очувала ова драгоцена екосистема, спроводе се различите иницијативе заштите и мониторинга како би се минимализовали потенцијални негативни утицаји, укључујући и људске активности.

## Туризам
Туристичке активности у Националном парку Рас Мухаммед планирају се с циљем одрживе употребе ресурса. То подразумева пажљиво управљање роњењем, стазама, и другим активностима како би се очувала природна равнотежа и минимизирао утицај на околину. Најпопуларнији вид туризма карактеристичан за овај парк је екотуризам.
Екотуризам такође има за циљ подржати локалне заједнице. То значи укључивање и ангажовање локалног становништва у туристичким активностима, промовисање локалних производа и заната, и подршку локалним иницијативама које доприносе одрживом развоју.
Како би се сачувала осетљива екосистема, екотуризам може укључивати и ограничење броја посетилаца у одређеним деловима парка. Ово помаже у очувању мира и избегавању превеликог притиска на природне ресурсе. Туристички водичи обично пролазе кроз обуку која их оспособљава да информишу посетиоце о очувању природе, правилима парка и како смањити свој еколошки отисак током посете.
Парк посетиоцима нуди програме едукације који им помажу да боље разумеју екосистем самог парка, важност очувања природе, и улогу парка у очувању биодиверзитета. Посетиоци имају прилику да уче о различитим врстама биљака, животиња и коралних гребена.
Различите туристичке агенције нуде туре и екскурзије које укључују посете Националном парку Рас Мухаммед. Ове туре често укључују роњење, посматрање птица, истраживање природних лепота и уживање у спектакуларним пејзажима. Поред роњења, посетиоци могу уживати у разним воденим активностима као што су снорклање, вожња чамцем, и крстарење како би истражили обалу и воде око парка.

## Роњење
Национални парк Рас Мухаммед једна је од најпознатијих дестинација за роњење на свету. Разноликост морског живота, укључујући шарене рибе, коралне гребене, и импресивне подводне пејзаже, чини ово подручје рајем за рониоце.
Специфичних места за роњење у Националном парку Рас Мухаммед су:
Shark i Yolanda Reef: Ово је једно од најпознатијих места за роњење у парку. Два корална гребена која су међусобно повезана. Ова локација је позната по могућности да видите велике рибе, укључујући ајкуле, као и шарене корале и различите врсте морског живота.
Anemone City: Подручје с обиљем анемона, где рониоци могу видети различите врсте риба-кљуна које живе у симбиотском односу са анемонама.
Eel Garden:Ово је још једно популарно место за роњење у Националном парку Рас Мухаммед. Еел Гарден је дом за велики број белих трака пужева и импресивне пејзаже подводних стена.
Ras Ghozlani: Локација са стрмим зидом који се спушта у дубину и пружа прилику за роњење поред шарених корала и различитих морских организама.
Ras Za'atar:Ово је подручје познато по својим прелепим коралима и богатству различитих врста риба. Рас За'атар је често омиљен међу рониоцима због своје разноликости подводног света.
Ras Bob: Атрактивно место за роњење које нуди разнолике коралне пејзаже и шарене рибе. Ово подручје посебно је погодно за рониоце свих нивоа искуства.
Temple: Локација која пружа рониоцима прилику да истраже шпиље и просторе међу стенама. Ова авантуристичка локација идеална је за искусне рониоце.
Рониоцима се често траже и посебне дозволе за роњење. Ове дозволе обично регулишу број ронилаца који улазе у одређене делове подводних локалитета како би се очувала средина и осигурало сигурно роњење. У неким случајевима, парк може захтева да рониоци користе водича за роњење који је лиценциран за рад у том подручју. Ово правило често важи за одређене делове парка који захтевају посебну пажњу. Пре него што добијете дозволу за роњење, мора проћи кроз кратак брифинг о очувању природе како би рониоци били свесни важности очувања екосистема и придржавали се одређених правила током роњења.

## Галерија
- Ронилац
- Корњача
- Разне врсте риба
- Национални парк Рац Мухамед
- Подводне пећине настале земљотресима
- Шуме мангрове
- Поглед на гребен
- Видљиви делови на олупини СС Тхистлегорм, који је потонуо код обале Рас Мехамеда
- Алахова врата која су дизајнирали и поставили египатски инжењери 1973
- Гребен
- Риба
- Гребен